# Alexandra Tegleva
Alexandra Alexandrovna Tegleva (em russo:  Александра Александровна Теглева; Novgorod, 2 de maio de 1884 – Lausana, 21 de março de 1955) foi uma nobre russa que serviu como babá dos filhos do czar Nicolau II e da czarina Alexandra, ela foi com a família para o exílio em Tobolsk após a abdicação do czar durante a Revolução de Fevereiro, mas acabou sendo impedida de ficar com eles durante sua prisão domiciliar na Casa Ipatiev, que se caso tivesse ido, teria sido executada junto com a família imperial. Ela sobreviveu à Revolução Russa de 1917 e se casou com Pierre Gilliard, um acadêmico suíço que serviu com ela na Casa Imperial como tutor de francês das crianças. Ela se mudou para Lausana como uma emigrante branca e permaneceu lá pelo resto de sua vida. Tegleva trabalhou com o marido para investigar e desmascarar as alegações feitas por Anna Anderson, uma impostora que fingia ser a grã-duquesa Anastasia Nikolaevna.

## Membro da Casa Imperial

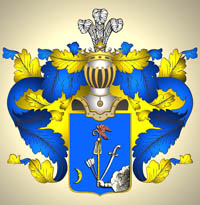
Brasão da família nobre Teglev

Tegleva fazia parte da nobreza russa como membro da família Teglev. Ela foi educada no Instituto Smolny de Donzelas Nobres, em São Petersburgo na Rússia Imperial. Tegleva serviu na Casa Imperial Russa como babá e governanta da Grã-Duquesa Olga Nikolaevna, Grã-Duquesa Tatiana Nikolaevna, Grã-Duquesa Maria Nikolaevna, Grã-Duquesa Anastasia Nikolaevna e Czarevich Alexei Nikolaevich. Ela morava com a família no magestoso Palácio de Alexandre em Tsarskoye Selo, ocupando o trigésimo primeiro quarto no segundo andar no palácio.
Enquanto muitos dos assistentes a serviço da Imperatriz falavam inglês, foi instruída a falar russo com as crianças. Ela foi auxiliada por uma empregada chamada Anna Yakovlevna Utkina.

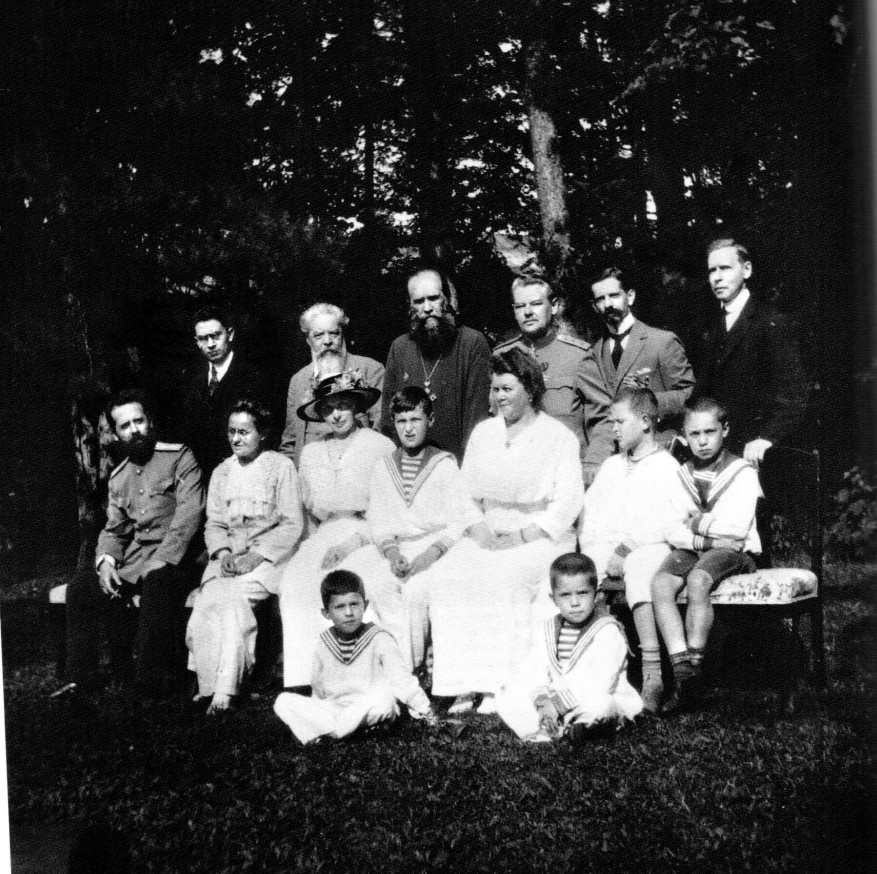
Em pé, da esquerda para a direita: lacaio Zhuravski, Terenty Ivanovich Chemodurov, Vasiliev, Petrov, Pierre Gilliard, Charles Sydney Gibbes. Segunda linha: Vladimir Derevenko, Elizaveta Ersberg, Alexandra Tegleva, Tsarevich Alexei Nikolaevich, Maria Gustavna Tutelberg, Kolya Derevenko, Alexei Derevenko, Alexandr Derevenko, e Sergei Derevenko no Czarskoe Selo em 1916.

Em 1904, a czarina russa Alexandra, deu a Tegleva um relógio de bolso de ouro feito pelo fabricante suíço Paul Buhre como presente de Natal. O relógio foi gravado com a descrição "Dado pela Imperatriz Soberana em 24 de dezembro de 1904". Tegleva recebeu um broche Fabergé, com o brasão da família dos Romanov adornado com um diamante e quatro pelolas de rubis, em 1913, por ocasião do Tricentenário Romanov que marcava dos 300 anos dos Romanov.

### Exílio com a família imperial

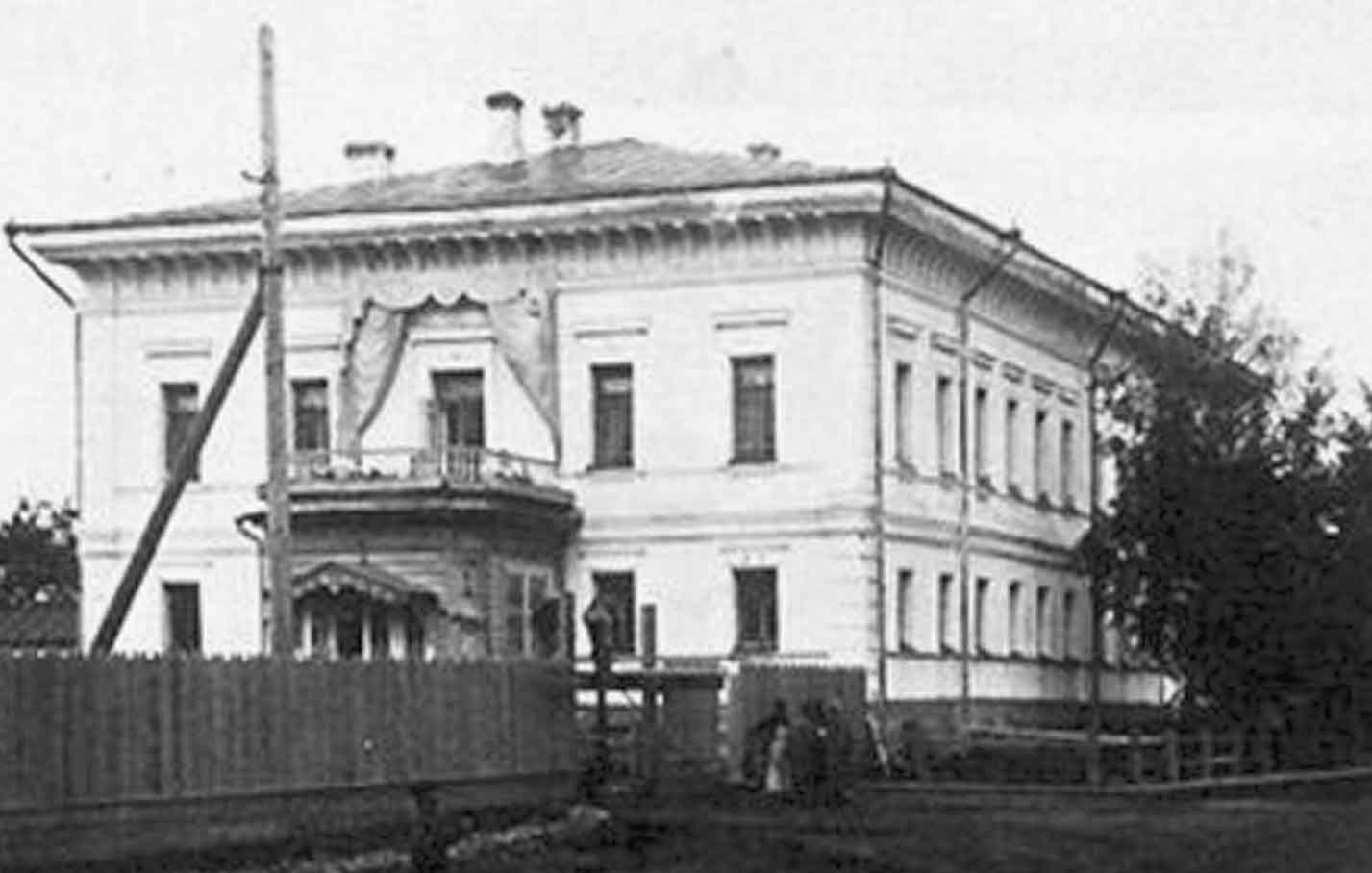
A Mansão do Governador em Tobolsk, onde Tegleva vivia com a família imperial em prisão domiciliar

Após a abdicação forçada de Nicolau II como Imperador e Autocrata de Toda a Rússia Czarista, durante a Revolução de Fevereiro, a então babá foi com a família imperial para o exílio na Sibéria Ocidental e viveu com eles em prisão domiciliar na 'Mansão do Governador' em Tobolsk. Ao contrário de muitos outros membros da casa imperial, ela deixou muitos dos seus pertences pessoais no Palácio Imperial de Alexandre ao partir para o exílio, incluindo roupas finas, fotografias com colegas de trabalho, fotografias com a família imperial, sapatos, meias e lembranças que lhe foram dadas pelas crianças.
Após a Revolução de Outubro de 1917, ela ficou com as grã-duquesas: Tatiana, Olga e Anastasia e o czarevich com hemofilia Alexei, enquanto a família foi separada e o imperador e a imperatriz, bem como a grã-duquesa Maria, foram levados para a Casa Ipatiev em abril de 1918. Durante esse período, uma das damas de companhia da Imperatriz, Anna Demidova, escreveu a Tegleva para dar-lhe instruções sobre como esconder as joias da família nas roupas íntimas das grã-duquesas, para que não fossem encontradas quando a família passasse por buscas, isso ajudaria a família a comprar e ter uma vida boa se caso o czarismo não voltasse na Rússia, família imperial não ficaria sem condições financeiras. Em maio de 1918, o resto da família imperial foi levado para a Casa Ipatiev, mas Tegleva não foi autorizado a entrar com eles.
Tegleva foi detida com Pierre Gilliard, Charles Sydney Gibbes e a Baronesa Sophie Karlovna von Buxhoeveden em uma residência separada da família imperial em Ecaterimburgo, na Rússia. Ela quase foi morta pelos bolcheviques em Tiumen, mas foi libertada pelo Exército Branco.

## Vida após a fim da monarquia e execução da família imperial
Quando Nikolai Sokolov, um investigador legal do Tribunal Regional, foi designado pelo almirante Alexander Kolchak para investigar a execução da família Romanov em 1919, Tegleva e outros membros da comitiva Romanov foram entrevistados.
Em 1919, ela se casou com o acadêmico suíço Pierre Gilliard, que havia trabalhado com ela na casa imperial como tutor das crianças. Ela sobreviveu à Revolução Russa, chegando a Lausanne, Suíça, em 1920 como uma emigrante branca.
Ela trabalhou com o marido para investigar e desmascarar as alegações feitas por Anna Anderson, uma impostora Romanov que fingiu ser a Grã-Duquesa Anastasia Nikolaevna. Em sua segunda visita a Anderson no Hospital Santa Maria em Berlim, Alemanha em 1925, Anderson confundiu Tegleva com a Grã-Duquesa Olga Alexandrovna. Em outra visita, Anderson pediu a Tegleva que molhasse sua testa com água-de-colônia, um gesto reconfortante que Tegleva costumava fazer para a Grã-Duquesa Anastasia como sua babá. A interação deixou Tegleva abalada. Em última análise, ela e o marido acreditavam que Anderson era uma fraude, embora Tegleva sentisse um amor imenso por Anderson, assim como sentia pela Grã-Duquesa Anastasia.
Tegleva foi madrinha de sua sobrinha, Marie-Claude Gilliard Knecht.

## Morte
Ela morreu na Suíça em 1955.

## Na cultura popular
Como um membro da corte czarista, e babá de uma das famílias mais conhecidas da história por causa da trágica morte, é retratada por Katharine Schofield no filme britânico de 1971 Nicholas e Alexandra. Ela foi retratada por Michele Valence na peça Daughter of A Soldier, apresentada no Theatre of the Open Eye em Nova York em 1988. Ela também é uma personagem da peça The Anastasia Trials in the Court of Women: An Interactive Comedy in Two Acts, escrita por Carolyn Gage e Don Nigro. Ela foi interpretada por Milda Noreikaite no documentário dramático Netflix de 2019, Os Últimos Czares.

## Citações
- Rappaport, Helen . Quatro Irmãs: As Vidas Perdidas das Grã-Duquesas Romanov . Pan Macmillan, 2014. ISBN 978-1-4472-5935-0ISBN 978-1-4472-5935-0